# Kingsley Ogwudire
Kingsley Ogwudire (Owerri, 20 gennaio 1972) è un ex cestista nigeriano.

## Carriera
Con la Nigeria ha disputato i Campionati mondiali del 1998 e tre edizioni dei Campionati africani (1999, 2003, 2005).